# Buněčná linie MCF-7
MCF-7 je lidská buněčná linie odvozená od karcinomu prsu izolovaná v roce 1970 z pleurálního výpotku (nahromadění tekutiny v pleurální dutině ve větším množství, než 10 ml) 69. leté bílé ženy Frances Mallon. Buňky se primárně používají jako in vitro model pro studium biologie rakoviny prsu. Dále mají uplatnění při vývoji chemoterapeutických léčiv a pochopení lékové rezistence.

## Historie
Sestra Catherine Frances (Helen Marion) Mallon narozena 1901 navštěvovala klášter Neposkvrněného Srdce Panny Marie v Monroe v Michiganu. Mezi lety 1963–1967 podstoupila mastektomii benigního nádoru v pravém i levém prsu. V roce 1970 ji byl diagnostikován metastatický nádor pohrudnice a hrudní stěny, na který následně zemřela.
V červnu 1970 byly odebrány vzorky z pleurálního výpotku ženy pro laboratorní studie. Buněčná linie byla ustanovena Herbertem Soulem roku 1973 na institutu v Detroitu, z čehož vychází její zkratka MCF-7 (Michigan Cancer Foundation-7). Izolované buňky rostly zpočátku v suspenzi a poté vytvořily monovrstvu na plastu, která rostla již jako kontinuální kultura. Jedná se o první izolovanou buněčnou linii mléčné žlázy, kterou bylo možné kultivovat déle než několik měsíců, čímž významně přispěla k výzkumu rakoviny prsu.

## Vlastnosti
Buňky MCF-7 jsou užitečné pro in vitro studie prsu, protože si zachovaly několik ideálních vlastností specifických pro prsní epitel, jako je zpracování estrogenu ve formě estradiolu prostřednictvím estrogenových receptorů v buněčné cytoplazmě. Jedná se o jednu z mála buněčných linií karcinomu prsu, která dokáže produkovat estrogenový receptor alfa. Bylo prokázáno, že přídavek estrogenů k MCF-7 má antiapoptotický účinek, zatímco léčba antiestrogenovými chemoterapeutickými léky (např. tamoxifenem) může snížit růst kultur inhibicí proliferace a indukcí apoptózy.
MCF-7 dále produkují i progesteronové a glukokortikoidní receptory.

## Kultivace
MCF-7 by měly být kultivovány v Dulbeccem modifikovaném Eaglově medium (DMEM) obsahujícím 10% fetálního hovězího séra (FBS), 2 mM glutaminu, 0,01 mg/ml inzulínu a 1% směsi penicilin/streptomycin. Buňky musí být inkubovány při 37°C v atmosféře 5% CO2 .
Bylo prokázáno, že fenolová červeň, běžná přísada buněčných kultivačních médií, je slabý estrogen a může se proto vázat na receptory MCF-7 a ovlivňovat tím chování buněk. Pro studie zabývající se estrogenovou aktivitou se doporučuje využít médium s nižším obsahem séra a bez fenolové červeně.